# Józef Koszutski (1906–1979)

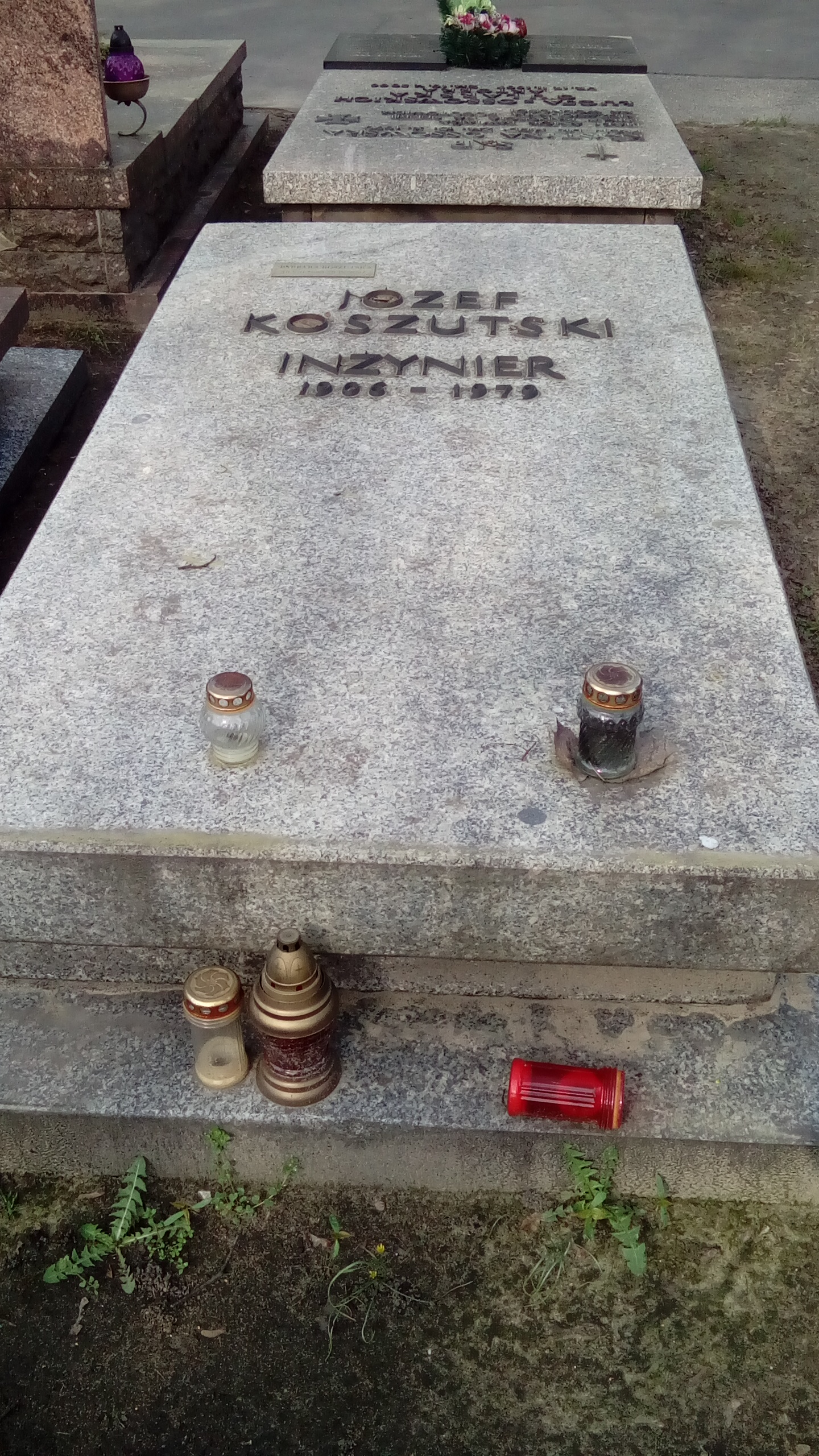
Grób Koszutskiego na Cmentarzu Wojskowym na Powązkach (2016)

Józef Koszutski herbu Leszczyc (ur. 17 stycznia 1906 w Kaliszu, zm. 8 października 1979 w Warszawie) – polski polityk i dyplomata.

## Życiorys
Urodził się w rodzinie szlacheckiej. Był synem Bronisława, lekarza i późniejszego prezydenta Kalisza, i Józefy z domu Zboromirskiej, również lekarki.
Po ukończeniu gimnazjum w Kaliszu studiował na Politechnice Warszawskiej (Wydział Mechaniczny), później na Politechnice Lwowskiej, gdzie działał w ZNMS „Życie” (członek zarządu lwowskiej organizacji „Życia”). Reprezentant „Życia” w międzyorganizacyjnym Przedstawicielstwie Akademickiej Młodzieży Lewicowej, w latach 1930–1931 działacz ZNMS Lewicy, później Klubu Młodej Inteligencji, współzałożyciel we Lwowie Związku Wolnomyślicieli Polskich. Utrzymywał kontakty z KPP (choć formalnie do niej nie wstąpił), na jej polecenie wstąpił do PPS-Lewicy, delegat ze Lwowa na Krajową Konferencję PPS-Lewicy w Krakowie 18 grudnia 1927. Brał udział w kampanii przed wyborami do sejmu, udostępniał swoje mieszkanie na zebrania działaczy KPZU, w 1928 wysłany przez KPZU do Zagłębia Dąbrowskiego, gdzie miał zorganizować manifestację poparcia dla strajkujących górników. 28 marca 1928 aresztowany za prowadzenie agitacji komunistycznej i 7 maja 1928 skazany we Lwowie na 4 tygodnie pozbawienia wolności; na poczet kary zaliczono mu areszt śledczy. Po zwolnieniu wiele razy występował na wiecach i masówkach z ramienia Lewicy Akademickiej, w latach 1933–1939 był inżynierem w Fabryce Lokomotyw w Chorzowie.
We wrześniu 1939 wyjechał do Lwowa zajętego przez Armię Czerwoną, był tam naczelnikiem warsztatów tramwajowych i działał w Związku Zawodowym Pracowników Przedsiębiorstw Komunalnych. Korespondent „Czerwonego Sztandaru”, po ataku Niemiec na ZSRR ewakuował się do Taszkentu, gdzie był ślusarzem w fabryce bawełnianej, w lutym 1942 zgłosił się do Armii Andersa, został strzelcem 9 Dywizji Piechoty. Ewakuowany do Iranu, później do Palestyny i Syrii, wykładowca na wojskowych kursach kierowców i mechaników samochodowych i nauczyciel w szkołach wojskowych. W 1943 mianowany podporucznikiem czasu wojny, a w 1945 porucznikiem kontraktowym.
Po wojnie na własną prośbę skierowany do obozu repatriacyjnego w Suezie, skąd wrócił do Polski i 31 grudnia 1945 został pułkownikiem czasu wojny. Mianowany szefem Departamentu Sprzętu Wojennego MON TRJN, od maja 1946 członek PPR, aktywny uczestnik kampanii przed referendum 1946. Po zwolnieniu z wojska w marcu 1947 został dyrektorem naczelnym Zakładów Budowy „Huta Zgoda” w Świętochłowicach, później Zakładów Starachowickich. Od 1949 członek Komitetu Powiatowego (KP) PZPR w Starachowicach, od lipca 1950 rektor Wieczorowej Szkoły Inżynierskiej w Katowicach, w latach 1952–1953 przewodniczący Prezydium Wojewódzkiej Rady Narodowej (WRN) w Katowicach. Był posłem na Sejm PRL I kadencji (1952–1957) i delegatem na II Zjazd PZPR (1954), od jesieni 1953 pracował w dyplomacji, 7 grudnia 1953 mianowany posłem PRL w Szwecji, od 21 września 1956 ambasador nadzwyczajny i pełnomocny w Szwecji, od 2 stycznia 1958 do 14 lutego 1964 minister pełnomocny i ambasador w Szwajcarii. Później wicedyrektor Departamentu IV MSZ, 1968 zwolniony ze stanowiska, otrzymał rentę dla zasłużonych.
Mieszkał w Warszawie. Był żonaty z Barbarą Koszutską z domu Safir (1906-2008). Pochowany na wojskowych Powązkach (kwatera B37-2-18).

## Odznaczenia i ordery
- Krzyż Komandorski Orderu Odrodzenia Polski (1954)[2]
- Krzyż Oficerski Orderu Odrodzenia Polski (1951)[3]
- Medal Zwycięstwa i Wolności 1945
- Medal 10-lecia Polski Ludowej (1955)[4]